# Cecile Hoover Edwards
Pour les articles homonymes, voir Edwards.
Cecile Hoover Edwards (26 octobre 1926 - 17 septembre 2005) est une chercheuse américaine en nutrition dont la carrière est axée sur l'amélioration de la nutrition et du bien-être des personnes défavorisées. Son objectif scientifique est de trouver des aliments peu coûteux ayant une composition optimale en acides aminés, avec un intérêt particulier pour le métabolisme de la méthionine. Elle est également administratrice d'université et est doyenne de plusieurs écoles de l'université Howard entre 1974 et 1990.
Elle est citée par le National Council of Negro Women pour ses contributions exceptionnelles à la science. Elle reçoit également trois citations de la Chambre des représentants de l'Illinois pour son dévouement à la cause de l'élimination de la pauvreté. L'État de l'Illinois lui rend hommage le 5 avril 1984 en déclarant ce jour « Journée du Dr Cecile Hoover Edwards »,.

## Enfance et éducation
Cecile Annette Hoover naît à East Saint Louis, Illinois, le 26 octobre 1926. Son père, Ernest Hoover, dirige une compagnie d'assurance, et sa mère, Annie Jordan, est institutrice.
Elle termine le lycée à l'âge de 15 ans et est entrée à l'Institut Tuskegee, où elle obtient une licence en chimie nutritionnelle en 1946. Elle continue à Tuskegee, faisant des recherches sur la source animale de protéines pour lesquelles elle obtient une maîtrise en chimie organique en 1947, avant son vingt et unième anniversaire,.
Elle obtient son doctorat en nutrition à l'université d'État de l'Iowa en 1950, en soumettant sa thèse sur « l'utilisation de l'azote par l'organisme animal : influence de l'apport calorique et de la supplémentation en méthionine sur le métabolisme des protéines des rats albinos nourris avec des rations pauvres en azote et contenant diverses proportions de graisse ».

## Carrière académique
Cecile Edwards devient professeure adjointe d'alimentation et de nutrition à Tuskegee de 1950 à 1952, et est promue chef de département de 1952 à 1956,. Pendant cette période, elle est également associée de recherche pour la Fondation Carver. En 1956, elle part pour l'université agricole et technique d'État de Caroline du Nord, où elle enseigne la nutrition et la recherche jusqu'en 1971. Elle travaille comme chef du département d'économie domestique de 1968 à 1971.
En 1971, elle rejoint l'université Howard à Washington, D. C., où elle est professeure de nutrition et d'économie continue. Pendant son mandat là-bas, elle est doyenne de l'école d'écologie humaine pendant 13 ans, doyenne de l'école d'éducation continue et doyenne par intérim du collège de pharmacie, d'infirmières et de sciences paramédicales, et crée un programme de doctorat en nutrition à Howard. En 1978, elle reçoit une bourse de la Fondation Ford pour agir en tant que consultante en nutrition à l'université de Khartoum. Elle revient à l'université Howard pour occuper le poste de doyenne de l'école d'écologie humaine de 1974 jusqu'à sa retraite en 1990.
Alors qu'elle est doyenne, elle surpervise un programme de cinq ans axé sur la grossesse des femmes à faible revenu ; plus précisément, Cecile Edwards s'intéresse à la manière dont ces grossesses sont affectées par des facteurs socio-économiques et nutritionnels. Enfin, elle est créditée de la création du premier programme de doctorat en nutrition de l'université Howard alors qu'elle fait partie de la faculté de l'école.

## Recherche

### Compléments alimentaires à bas prix
Une grande partie de la carrière de Cecile Edwards se concentre sur les habitudes alimentaires des femmes afro-américaines enceintes. Dans un article publié en mai 1953, elle participe à une étude visant à analyser les effets des compléments alimentaires pendant la grossesse de femmes anémiques. Les femmes reçoivent des suppléments à forte teneur en minéraux, en protéines ou en vitamines. Les résultats montrent que les femmes des trois conditions de l'étude présentent les niveaux d'apport recommandés en calories, protéines, calcium, fer, vitamine A et riboflavine. De plus, ces femmes présentent également une numération des globules rouges ainsi qu'une concentration d'hémoglobine plus élevées, à l'issue de l'étude. Plusieurs conclusions corrélatives en sont tirées, notamment que les occurrences de complications liées à la naissance sont plus élevées chez les femmes enceintes ayant une mauvaise alimentation que chez celles ayant une meilleure alimentation. En outre, les bons régimes alimentaires sont corrélés à une augmentation de la taille et du poids des bébés. Edwards note que les compléments alimentaires utilisés dans cette expérience sont à la fois relativement peu coûteux et courants. Elle suggèrent que les femmes enceintes à faibles revenus maintiennent un régime hautement nutritif basé sur ces aliments bon marché et disponibles.
Edward s'intéresse également à la composition en acides aminés des aliments, en particulier des légumes, dans le but de trouver des aliments peu coûteux et optimaux pour la production de protéines. Sur la base d'une étude réalisée en Inde, où des écoliers ayant consommé des compléments alimentaires de la nature susmentionnée ont enregistré des gains favorables en termes de taille, de poids et d'hémoglobine, Edwards supervise une expérience similaire en Alabama. Des écoliers reçoivent des compléments alimentaires à bas prix dans leurs repas scolaires et, pendant six mois, leur taille, leur poids et leurs résultats scolaires sont enregistrés. Afin de calculer la valeur nutritive des repas que les enfants mangent, des nutriments tels que les protéines, le calcium, la vitamine A et la vitamine D sont mesurés. Les enfants qui reçoivent des compléments alimentaires montrent une augmentation considérable de la majorité de ces nutriments, et reçoivent également de meilleures évaluations scolaires de la part de leurs enseignants ; ils sont plus alertes et plus attentifs, par exemple.

### Méthionine et autres protéines
Elle s'intéresse particulièrement au métabolisme de l'acide aminé méthionine et, à partir des années 1950, dirige une étude de 18 ans sur ce sujet pour les National Institutes of Health. En outre, Edwards s'intéresse aux régimes postopératoires, en raison de la perte de protéines tissulaires observée lors des interventions chirurgicales. Elle participe à une étude visant à mesurer la capacité des rats adultes à absorber la méthionine (dont le groupe méthyle est utilisé dans diverses fonctions biologiques) après une opération. En fin de compte, les rats qui ont subi une intervention chirurgicale ont une plus faible absorption de méthionine, en particulier dans les tissus qui ont été touchés pendant l'opération. De plus, Edwards observe que dans les deux semaines suivant l'opération, les protéines plasmatiques et tissulaires radiomarquées des rats présentent une plus grande activité par le carbone alpha de la méthionine, par opposition au carbone méthyle.
À la fin des années 1980, Cecile Edwards étudie les habitudes alimentaires historiques du Sud, en identifiant les plats traditionnels peu coûteux qui sont des sources de protéines, et en élaborant des plans de nutrition réduisant la quantité de graisses dans la cuisine afro-américaine,. Elle supervise une étude qui évalue la qualité des acides aminés, l'azote et la teneur en humidité dans une variété d'aliments courants tels que la farine, le fromage frais et les haricots de Lima. Le but de cette expérience est de suggérer une complémentation alimentaire de certains aliments, de sorte que le consommateur ne se concentre pas seulement sur un apport global élevé en acides aminés, mais aussi sur la qualité de cet apport. Pour cette raison, les quantités de cystine et de tyrosine sont également étudiées, car elles partagent des caractéristiques biologiques similaires avec la méthionine et la phénylalanine, respectivement. Des hydrolysats acides ainsi que des tests microbiologiques sont utilisés pour quantifier la teneur en acides aminés des aliments. Edwards observe des différences dans la teneur en acides aminés entre des aliments similaires ; par exemple, elle constate que la mortadelle contient plus d'acides aminés que les saucisses de Francfort et que les haricots de Lima contient plus de cystéine et de valine que le porc et les haricots. Le but de cette étude, note Edwards, est de fournir des connaissances sur la teneur en acides aminés, de sorte que les gens puissent associer consciemment certains aliments pour un apport optimal.
En outre, Cecile Edwards participe également à une étude qui évalue dans quelle mesure l'organisme réagit à un manque de protéines nécessaires via l'apport. Les résultats étayent la conclusion selon laquelle le corps compense la quantité de protéines ajoutée ; par exemple, lorsque l'apport minimal en protéines est atteint, le corps réagit en conservant le catabolisme de la méthionine. De plus, lorsque certains acides aminés font défaut, ils sont synthétisés et réutilisés, au lieu d'être excrétés. Cecile Edwards conclut globalement qu'environ 46 grammes de protéines par jour sont nécessaires à l'entretien continu de l'homme adulte. Elle fait également remarquer que les régimes à base de blé fournissent un complément alimentaire adéquat, ce qui est une conclusion importante étant donné que la géographie de divers endroits dans le monde font que l'alimentation de ces endroits sont fortement basés sur le blé.
Elle s'oppose aux positions héréditaires dans le débat sur la nature et l'éducation, telles que celles d'Arthur Jensen, qui attribue aux gènes le rôle dominant dans l'intelligence ; elle conclut que les facteurs sociaux et environnementaux sont au moins aussi responsables que l'hérédité pour influencer l'intelligence. En outre, elle travaille pour diffuser des connaissances sur des questions telles que la garde d'enfants et le budget financier aux populations défavorisées et à faible revenu.

### Facteurs sociaux de la santé
Dans une revue qu'elle publie en 1995, Cecile Edwards introduit un concept d'approche de la population, qui, selon elle, est la manière dont le système médical doit traiter les patients, en considérant et en prenant en compte leur environnement social, économique et culturel. En outre, elle se penche spécifiquement sur l'hypertension au sein de la population noire américaine, et cite le contrôle du poids, la réduction de la consommation de chlorure de sodium et les activités physiques comme moyens de prévention. Dans le même temps, elle cite des facteurs sociaux comme causes possibles des taux d'hypertension plus élevés chez les Noirs américains que chez les Blancs américains. Par exemple, Cecile Edwards note qu'en général et comparativement, les Noirs américains sont plus susceptibles d'être pauvres et de vivre plus loin d'un traitement médical. En outre, elle déclare que les Noirs américains souffrent d'un plus grand stress psychosocial et d'autres tensions sociales dues au racisme, et que ces facteurs et leur corrélation avec l'hypertension nécessitaient des recherches plus approfondies.

## Autres travaux
Cecile Edwards est consultante en nutrition et est également membre de nombreux comités et groupes d'experts gouvernementaux, y compris ceux convoqués par les Instituts nationaux de la santé, le département de l'Agriculture des États-Unis et la Conférence de la Maison-Blanche de 1969 sur l'alimentation, la nutrition et la santé,. Elle a rédigé 160 articles de recherche et coécrit un livre en 1991, Human Ecology. La publication de l'un de ses articles, intitulé Nutrition, Other Factors, and the Outcomes of Pregnancy, conduit l'Institut national de la santé à lui accorder une subvention de 4,6 millions de dollars ; d'autres recherches sur ce sujet ont été menées à l'université Howard.

## Vie personnelle
En 1952, elle épouse Gerald Alonzo Cecile Edwards, un physico-chimiste avec lequel elle collabore à de nombreux projets de recherche, et qui la précède de trois mois,. Ils ont trois enfants.
Elle décède le 17 septembre 2005 au Washington Home Hospice. Elle est enterrée au cimetière Mount Hope de Raleigh (Caroline du Nord).